# Mediodactylus russowii
Espèce
Synonymes
- Gymnodactylus russowii Strauch, 1887
- Cyrtopodion russowii (Strauch, 1887)
- Gymnodactylus zarudnyi Nikolsky, 1899
- Gymnodactylus russowii kopalensis Shnitnikov, 1928

Statut de conservation UICN

 LC  : Préoccupation mineure
Mediodactylus russowii est une espèce de geckos de la famille des Gekkonidae.

## Répartition
Cette espèce se rencontre dans le sud de la Russie, en Iran, au Kazakhstan, en Ouzbékistan, au Turkménistan, au Tadjikistan, au Kirghizistan et dans l'ouest de la Chine.

## Liste des sous-espèces
Selon The Reptile Database (16 octobre 2012) :
- Mediodactylus russowii russowii (Strauch, 1887)
- Mediodactylus russowii zarudnyi (Nikolsky, 1899)

## Étymologie
Cette espèce est nommée en l'honneur d'Edmund August Friedrich Russow et la sous-espèce en l'honneur de Nikolai Alekseyivich Zarudny.

## Publications originales
- Strauch, 1887 : Bemerkungen über die Geckoniden-Sammlung im zoologischen Museum der kaiserlichen Akademie der Wissenschaften zu St. Petersburg. Mémoires de l'Académie impériale des sciences de Saint-Pétersbourg, ser. 7, vol. 35, no 2, p. 1-72 (texte intégral).
- Nikolsky, 1900  "1899" : Reptiles, amphibies et poissons, recueillis pendant le voyage de Mr. N. A. Zaroudny en 1898 dans la Perse. Annuaire Musée Zoologique de l'Académie Impériale des Sciences de Saint-Pétersbourg, vol. 4, p. 375-417.